# Pseudohelotium
Pseudohelotium is een geslacht van schimmels uit de familie Helotiaceae. De typesoort is  Pseudohelotium pineti.

## Soorten
Volgens Index Fungorum telt het geslacht 23 soorten (peildatum april 2023):
| Soortnaam                                       | Auteur(s)                   | Publicatiejaar |
| ----------------------------------------------- | --------------------------- | -------------- |
| Pseudohelotium alaunae (Duinrietstipschoteltje) | Graddon                     | 1972           |
| Pseudohelotium alligatum                        | (Berk. & Broome) Sacc.      | 1889           |
| Pseudohelotium ammoides                         | Sacc.                       | 1908           |
| Pseudohelotium asperotrichum                    | G.W. Beaton                 | 1983           |
| Pseudohelotium fairmanii                        | (Ellis & Everh.) Sacc.      | 1889           |
| Pseudohelotium fibrisedum                       | (Berk. & M.A. Curtis) Sacc. | 1889           |
| Pseudohelotium glaucum                          | Speg.                       | 1910           |
| Pseudohelotium isabellinum                      | Clem.                       | 1896           |
| Pseudohelotium melichroum                       | (Cooke) Sacc.               | 1889           |
| Pseudohelotium microcenangium                   | Penz. & Sacc.               | 1902           |
| Pseudohelotium microspermum                     | Speg.                       | 1909           |
| Pseudohelotium minutellum                       | (Boud.) Sacc. & Traverso    | 1911           |
| Pseudohelotium minutum                          | Sacc.                       | 1889           |
| Pseudohelotium nipteroides                      | (Speg.) Sacc.               | 1889           |
| Pseudohelotium pineti (Naaldhoutstipschoteltje) | (Batsch) Fuckel             | 1870           |
| Pseudohelotium pomicolor                        | (Berk. & Ravenel) Sacc.     | 1889           |
| Pseudohelotium pruinosum                        | (Wallr.) Sacc.              | 1889           |
| Pseudohelotium pulchellum                       | (Quél.) Sacc.               | 1889           |
| Pseudohelotium quercinum                        | Keissl.                     | 1924           |
| Pseudohelotium sordidulum (Vaal stipschoteltje) | (P. Karst.) Huhtinen        | 1994           |
| Pseudohelotium strasseri                        | Keissl.                     | 1924           |
| Pseudohelotium ulmariae                         | (Boud.) Sacc. & Trotter     | 1913           |
| Pseudohelotium vitreolum                        | (P. Karst.) Sacc.           | 1889           |